# Une vie à t'attendre
Pour plus de détails, voir Fiche technique et Distribution.
Une vie à t'attendre  est un film français réalisé par Thierry Klifa et sorti en 2004.

## Synopsis
Alex tient un restaurant à Paris avec son frère, Julien, et Camille, sa meilleure amie. Alors qu’il s’apprête à faire sa vie avec Claire, il retrouve par hasard Jeanne, son premier amour, de retour à Paris pour voir sa mère, après douze ans d’absence. La vie de tout le monde bascule au moment où Alex doit faire face à ses choix.

## Fiche technique
- Titre : Une vie à t'attendre
- Réalisation : Thierry Klifa
- Scénario : Thierry Klifa et Christopher Thompson
- Production : François Kraus et Denis Pineau-Valencienne (Les Films du kiosque)
- Musique : David François Moreau
- Chansons : Leni Escudero et Kurt Weill
- Images : Pierre Aïm
- Son : Pierre Lenoir
- Montage : Luc Barnier
- Décors : Louise Marzaroli
- Costumes : Valérie D'Alincourt
- Pays de production :  France
- Format : couleur
- Son : Dolby
- Genre : drame romantique
- Durée : 105 minutes
- Date de sortie : France - 10 mars 2004

## Distribution
- Nathalie Baye : Jeanne
- Patrick Bruel : Alex
- Géraldine Pailhas : Claire
- Anouk Grinberg : Camille
- Danielle Darrieux : Émilie
- François Berléand : Simon
- Michaël Cohen : Julien
- Stéphane Guillon : Loïc
- Evelyne Buyle : Candice
- Daniel Langlet : Jeannot
- Anthony Paliotti : Nicolas
- Mélanie Laurent : La jeune fille à l'usine